# Kufr
Kufr est un terme arabe kāfr (en arabe : كافر, kāfr), kāfir signifiant « mécréance, incroyance, refus ». Dans l'islam, il s'emploie à propos de toute croyance autre que l'islam et peut inclure le terme de « guèbre » (du persan گبر, gabr soit « zoroastrien ») : les deux termes peuvent se recouvrir l'un l'autre par métonymie.
Un kāfir (« mécréant, incroyant »), au pluriel kouffar (en arabe : كفار, kuffār), s'oppose à Mu'min (« croyant »),,. Le terme ne doit pas être confondu avec celui de dhimmi, statut juridique d'un non-musulman toléré dans un État islamique moyennant certaines restrictions (lieux de culte plus bas que les mosquées, pas d'appel à la prière, pas de mariages mixtes, paiement d'une double-capitation et d'une taxe d'exemption du service armé ainsi, parfois, que l'offrande du premier-né mâle à l'état pour être éduqué dans l'islam),:470. À ces conditions, le dhimmī bénéficiait d'une citoyenneté de seconde zone, étant exclu de certaines fonctions réservées aux musulmans, et soumis aux lois islamiques sur les biens, les contrats et les obligations,,.
Les juifs et les chrétiens (« gens du Livre » monothéistes) avaient le plus souvent droit à ce statut, tandis que le sort des hindouistes, des zoroastriens (« guèbres ») et des animistes, selon les décisions des quatre écoles juridiques coraniques, était laissé à la discrétion des autorités, entre conversion à l'islam, dhimma, exil ou extermination,,,,.
En 2019, Nahdlatul Ulama, la plus grande organisation islamique du monde, basée en Indonésie, pays de 240 millions de musulmans (première communauté mondiale) et dont la constitution admet la cohabitation à égalité des religions (à l'exception de l'animisme), a publié une exhortation invitant les musulmans à s'abstenir d'utiliser les mots kufr ou kāfir pour faire référence aux non-musulmans, car le terme est à la fois offensant et perçu comme « théologiquement violent »,. Les termes appropriés et non connotés seraient donc, soit « Gens du Livre » (ahl al-kitâb) pour les chrétiens, les juifs et les bouddhistes, soit à défaut, « Polythéistes » (wathaniyyîn) pour les hindouistes.

## Définition de la mécréance dans l'islam
Dès la poésie arabe ancienne, le terme kāfir signifie l'ingratitude, incluant l'ingratitude religieuse envers Dieu. Sous l'influence du syriaque et de l’araméen, ce terme prendra le sens d'« infidèle ».
La notion de « doute » n'existe pas en Islam, de sorte que l'agnosticisme ou la critique sont forcément de mauvaise foi : la pensée de quelqu'un qui se rebelle contre vérité révélée du livre sacré. Si kāfir désigne généralement le païen qui s'obstine dans son hérésie, un athée est un rebelle à la foi, un matérialiste qui rejette toute transcendance : un dahrī,,.
Dans l'islam en règle générale, celui qui rend licite une chose illicite (interdite selon la législation islamique tirée du Coran et de la Sunna) ainsi que celui qui rend illicite une chose licite (permise ou recommandée) est un mécréant, à la fois kāfir et dahrī. Il pratique le al houkm bi ghayri ma anzal Allah : il juge les choses, les êtres, le monde par d'autres lois que celles d'Allah, et cela peut lui valoir la mort.

## Les différents types de mécréance
Dans son livre Charh ul-Arba’în an-Nawawiyyah, l'imam salafiste Salih'Ali ach-Cheikh dit : « Lorsque la mécréance est mineure, elle prend le sens de "mécréance blâmable". Mais lorsque c'est une mécréance par alif Lam… quelque chose ("volonté de pactiser avec… ") comme dans le hadith : pacte entre l’homme et la mécréance, alors c'est une mécréance majeure (kufr akbar) qui prend le sens de "mécréance punissable" ».
Ainsi l'on distingue :
- Les mécréants du Livre kāfir asli croyant en Dieu suivant un Livre saint, mais n'identifiant pas ce Dieu unique à Allah, ne connaissant pas le Coran et ne suivant pas les préceptes de l'Islam selon Mahomet. On compte parmi eux les juifs, les chrétiens et les Hindous par assimilation du Brahman à Allah[26] ;
- Les mécréants par obstination wathaniyyîn refusant les religions abrahamiques alors qu'ils en ont connaissance ;
- Les mécréants irréligieux refusant toute religion ;
- Les apostats kāfir mourtad (« incroyants traîtres ») ayant embrassé l'Islam puis l'ayant quitté, soit de leur propre chef, soit par excommunication pour en avoir transgressé les principes (tākfir analogue au latæ sententiæ catholiques) :
  - par al-jouhoud : refus d'une obligation comme le jeûne, la prière ou la charité ;
  - par al-istihlâl : transgression d'une interdiction comme le vol, la fornication ou toute autre chose prohibée ;
  - par an-nâqid : tout acte entraînant l'excommunication (tākfir) et faisant du croyant un kāfir murtad (« mécréant apostat »).

Un débat ancien, déjà présent chez Bukhari, existe chez les penseurs musulmans pour savoir dans quelle mesure un musulman devient kāfir à la suite d'un « grand péché ». Différentes interprétations ont existé en islam. Pour les Murd̲j̲iʾites, inclusionnistes, un musulman, même en cas de péché grave, reste un musulman. À l'inverse, pour les Ḵh̲ārid̲j̲ites, exclusionnistes, tout péché non repenti rend kāfir le musulman. Pour d'autres courants intermédiaires, le péché, sans mener jusqu'au tākfir, transforme le musulman en fasik : « réprouvé », pouvant continuer à vivre parmi ses coreligionnaires mais devenu impur, et devant désormais prier et vivre à part.

### Statut des chrétiens
Pour le théologien musulman du XIe siècle de l'ère commune, Abu Hâmid al-Ghazālī, les chrétiens se divisent en 2 groupes. Sont « excusables » ceux qui n'ont jamais entendu parler de Mahomet ou qui en ont entendu parler mais sans qu'on leur ait expliqué son véritable caractère, ni la véritable nature de son message. Sont « condamnables » ceux qui vivent au contact des musulmans et ont l'occasion de s'informer auprès d'eux, mais refusent de se convertir, ou pire, qui font semblant de s'être convertis pour bénéficier des avantages du sujet musulman, alors qu'ils continuent à pratiquer en cachette une autre religion,.

## Légiférer des lois avec d'autres constitutions que le Coran et la Sunna
Selon certains théologiens, tels qu'Ibn Al-Qayyim ou Ach-Chafi'i, légiférer des lois (tachri) avec comme constitution autre chose que le Coran et la Sunna est considéré comme de la mécréance majeure (kufr akbar),.
Le kufr duna kufr est un terme signifiant une mécréance de moindre mécréance (« mécréance atténuée »). Sur ce point, les oulémas sunnites ne s'accordent pas tous sur le sujet. Au sujet des dirigeants laïcs (houkkam) des pays musulmans ou autres, une partie des théologiens appliquent le kufr duna kufr : les houkkam sont « grands pécheurs » s'ils ne jugent pas selon les lois coraniques et légifèrent des lois non-islamiques, mais cela n'en fait pas des kāfirs (mécréants). Mais d'autres théologiens les jugent mécréants : pour ces théologiens plus stricts, le kufr duna kufr ne doit s'appliquer que sur une personne qui juge habituellement par les lois coraniques sauf exception (exemple : en étant amené à juger son propre fils accusé d'un vol en flagrant-délit, le père, juge, n'appliquerait pas le jugement de lui couper la main). D'autres oulémas encore comme Mohamed Fizazi condamné après les attentats du 16 mai 2003 à Casablanca à 30 ans de prison pour son influence idéologique sur les responsables des attentats, s'opposent complètement au concept de kufr duna kufr : pour eux, on est ou bien kāfir ou bien sadiq mu'min (صادقمُؤْمِن : « juste croyant ») et il n'existe pas de « zone grise », en tout cas pas dans le Coran.

### Avis de l'imam ach-Chafi'i
L'imam ach-Chafi'i est à l'origine de l'une des quatre écoles de jurisprudence islamique (fiqh). À propos de celui qui légifère une loi contraire au Coran et à la Sunna, il dit :

« En ce qui concerne celui qui commet un effort juridique et légifère sur des bases extérieures aux fondements islamiques, il n’est pas un moujtahid et ne sera pas un musulman, s’il a eu comme intention d’établir ce qu’il considère parmi les verdicts, qu’elle coïncide avec l’islam ou le contredit. »

### Avis d'Ibn Taymiyya
« L’être humain, lorsqu’il rend licite l’illicite agrée d’une unanimité ou rend illicite le licite agrée d’une unanimité ou change la législation agrée d’une unanimité est un mécréant apostat avec l’accord des jurisconsultes. »

« Il est fatalement connu dans la loi des musulmans, et tous les musulmans s’entendent pour affirmer que celui qui permet de suivre une autre loi que l’islam, ou une autre législation que celle de Mahomet est un mécréant, et sa mécréance est semblable à celui qui croit en une partie du Livre et mécroit en une autre… »

### Avis d'Ibn al-Qayyim
« Il est parvenu dans le Coran et l’unanimité a été authentique que la religion islamique a aboli toutes les religions qui le précèdent, celui donc qui adhère à ce qui est parvenu dans la Torah et l’Évangile et ne suis pas le Coran est un mécréant. Et Allah a certes annulé toutes les législations présentes dans la Torah et l’Evangile et les autres religions, puis il obligea les djinn et l’être humain de suivre les législations islamiques, donc rien est illicite (haram) hormis ce que l’islam a prohibé, et pas d'obligation hormis ce qui est prescrit dans l’islam. »

### Avis de Ibn Kathir
« Celui qui délaisse la législation ajusté révélé sur Mahomet, le dernier des prophètes, qu’Allah prit sur lui et le salut, et se juge à un autre que lui parmi les législations abolit a mécru, qu'en est-il de celui qu’il l’a devance a elle ? Celui qui commet ce genre de chose a mécrut avec l’accord des musulmans. »

## Conséquences de la mécréance
Les différents courants de l'islam admettent que le mécréant (kâfir) est destiné à l'enfer et à ses peines. Cela explique l'importance de la codification du Takfir dès les premiers temps de l'Islam.
Le Coran promet l'enfer aux apostats et à ceux qui auront quitté l'islam. Pour autant, les traditions musulmanes rajoutent des conséquences du vivant du mécréant. Pour Walther Björkman, dans le Coran, se tenir à distance des mécréants est recommandé aux musulmans. Ils doivent alors s'en protéger et les attaquer. Dans le cas d'un apostat, il devra être invité à revenir à l'islam puis, en cas de refus, être mis à mort.
Un statut à part est donné aux « gens du Livre » (اهل الكتاب Ahl al-kitâb), qui, contre l'acquittement d'un impôt se voient accorder certains droits comme la garantie de sécurité.

## Letakfir, une forme d'excommunication
Le takfîr (arabe : تكفير, takfīr) est le fait de reconnaître la déchéance du statut de musulman, celui-ci devenant kafir, c'est-à-dire « mécréant » (même racine arabe : kāfir, كافر, « incroyant »).
Cette sentence doit être appliquée avec soin, même s'il ne s'agit que d'une parole. Selon un hadith, la mécréance retombe en effet sur celui qui jette à tort l'anathème sur quelqu'un d'autre. Elle retombe aussi sur celui qui nie la mécréance d'une personne alors que celle-ci a été établie avec certitude.
De nombreux oulémas mettent donc en garde contre l'excès de takfir. Accuser l'autre d’être Kafir est une attitude rhétorique fréquente dans les polémiques religieuses.

### Motifs possibles dutakfîr
Dans le sunnisme, le takfîr peut s'appliquer à une personne en raison d'une croyance, d'une parole ou d'un acte :
- exemples de croyance : renier l'unicité de Dieu, le statut des prophètes de l'islam ou un précepte religieux consensuel de sa communauté. Ce n'est pas la non-pratique du précepte qui mène au takfîr, mais le fait de renier qu'il fasse partie de la religion.
- exemples de parole : insulter Dieu, ses anges, ses livres, ses prophètes…

### Les dix grands motifs autakfîr
Selon certains ouléma[Qui ?], les annulations de l'islam (c'est-à-dire rendant mécréante la personne qui n'en commet ne serait-ce qu'une) sont au nombre de dix (il en existe cependant plus, les 10 grand annulatifs de l'Islam sont repris ci-dessous) :
- agréer ou pratiquer l'associationnisme ;
- Adorer autre que Dieu [réf. nécessaire] ;
- avoir la conviction qu'une voie ou qu'un jugement sont meilleurs que ceux d'Allah ou Mahomet (cf. Sourate 5:44) ;
- détester une chose venue du messager de Dieu même si on la met en application ;
- se moquer d'une chose faisant partie de la religion, d'un châtiment ou d'une récompense de Dieu (cf. Sourate 9:65-66) ;
- agréer ou pratiquer la sorcellerie .

### Gravité dutakfîr
Plusieurs hadiths de Mahomet insistent sur la gravité du takfîr :
« Si une personne dit à son frère : Ô kâfir (mécréant), alors l'un des deux le mérite. Soit l'accusateur a raison, soit c'est lui-même à qui ce nom s'applique. »
« Celui qui lance à son frère une accusation de kufr (mécréance), c'est comme s'il le tuait. »
Les anciens savants sunnites ont expliqué ces hadiths, Ibn Taymiyya, le cheikh d’Ibn Kathîr a dit :
« Quand le musulman se permet de combattre [un autre musulman] ou le juge de mécréant à cause d’une interprétation fausse du fait ou du texte sur lequel il s’est basé, il ne devient pas mécréant à cause de cela. Ainsi quand ‘Omar Ibn Al Khattab a dit à Mahomet à propos de Hâtib Ibn Abî Balta’a : “Envoyé de Dieu, permets-moi de trancher le cou de cet hypocrite”, Mahomet a dit : “Il a participé à la bataille de Badr. Pense que Dieu a regardé les gens de Badr et a dit : « Faites ce que vous voulez, Je vous ai pardonné »” »
Un débat ancien existe en Islam sur le fait de rester musulman lorsque de "grands péchés" sont commis. Il se retrouve dans les hadiths. Le sunnisme considère que quel que soit le péché commis (à moins que ce ne soit un des motifs précédemment cités) et même si elle ne s'en repent pas, la personne demeure musulmane (même si sa foi est, de ce fait, diminuée). Elle entrera au paradis par le pardon de Dieu, ou ira en enfer pour un temps afin d'expier ses fautes. À titre de comparaison, le kharidjisme considère que le musulman qui commet un grand péché (meurtre, vol, fornication, consommation d'alcool…) devient immédiatement kafir (mécréant) et demeurera éternellement en enfer. Le motazilisme, aujourd'hui disparu, est d'accord sur ce dernier point (éternité en enfer) mais n'appelle le pécheur ni croyant ou soumis (mu`min ou muslim) ni « kafir ». Enfin, le murjisme considère que les péchés n'ont aucune influence sur la foi (elle n'augmente ni ne diminue jamais) et que les actions de mécréance et de polythéisme ne font pas sortir leurs auteurs de l'islam.

### Aspect politique
L'article 6 du projet de la constitution tunisienne, adopté le 4 janvier 2014 en séance plénière par l'assemblée constituante, interdit clairement le Takfir et ce à la suite d'un amendement déposé par les partis laïques, une première dans le monde arabo-musulman. Il dispose que l'État est le garant de la religion. Il garantit la liberté de conscience et de croyance et le libre exercice du culte, il est le protecteur du sacré, garant de la neutralité des lieux de culte par rapport à toute instrumentalisation partisane. Le Takfir et l'incitation à la violence sont interdits. Le 20 juillet, un article du projet de loi contre le terrorisme, considère l'incitation à la violence et au takfir comme un crime terroriste.

## Territoire de l'incroyance:Dâr al-Kufr
(Arabe : دار الكفر dār al-kufr, « territoire de l'incroyance »)
Cette expression désigne un territoire où la loi musulmane ne s'applique pas, par opposition avec Dar al-Islam (دار الإسلام dār al-islam, « territoire de la soumission »), expression qui désigne les régions où l'islam domine et où la loi musulmane s'applique. Au début de l'islam, le Dâr al-Islam désignait la péninsule Arabique par opposition aux territoires à conquérir. Le territoire de l'incroyance appartient donc au Dar al-Harb : le « domaine de la guerre ».

## Autres significations du motkafir

### En Afrique du Sud
Le terme raciste Kaffer (Kaffir, Keffir) désigne les noirs sud-africains appelés en français Cafres.

### En Afghanistan
Le Nouristan fut longtemps appelé Kâfiristân à cause de leur tardive conversion à l’islam au XIXe siècle (1895-1896). Les populations de ces régions du nord-est de l'Afghanistan étaient restées fidèles à l'ancienne religion des Perses le zoroastrisme.

### À La Réunion
Sur l'île de La Réunion et dans une moindre mesure dans quelques autres îles francophones, le terme créole Cafre désigne les populations d'origine africaine, sans connotation religieuse particulière (cela les distingue par exemple des « Noirs » d'Inde, appelés « caf'malbars »). Il viendrait des marchands d'esclaves swahilophones d'Afrique de l'Est, qui eux étaient musulmans (et ne pouvaient faire le commerce que d'esclaves non musulmans). Le terme est aujourd'hui passé dans le langage courant en créole et n'y possède aucune connotation négative, l'expression « jolie cafrine » étant un topos galant de la musique réunionnaise.